# Jądro ciemności (film)
Jądro ciemności – amerykański dramat filmowy z 1994 roku, powstały na podstawie opowiadania Josepha Conrada.

## Obsada
- John Malkovich – Kurtz
- Tim Roth – Marlow
- Isaach De Bankolé – Mfumu
- James Fox – Gosse
- Iman – czarna piękność
- Ian McDiarmid – lekarz
- Peter Vaughan – dyrektor